# Vero o falso?
Vero o Falso? (Penn & Teller Tell a Lie) è stato un programma televisivo statunitense d'intrattenimento e divulgazione trasmesso nel 2011 da Discovery Channel. Durante il programma i due presentatori, Penn Jillette e il prestigiatore Raymond Joseph Teller, meglio noto come Teller, presentavano varie storie e teorie, di cui una completamente inventata. I telespettatori erano invitati ad indovinare quella sbagliata votando su un'apposita pagina del sito di Discovery Channel, che veniva rivelata alla fine della puntata. In Italia la serie è stata trasmessa dal 9 marzo 2012 su Discovery Channel e in seguito replicato su DMAX.

## Sviluppo
Il 14 aprile 2011, Penn e Teller annunciarono la cancellazione del loro programma precedente, Bullshit!, in sostituzione con il Penn & Teller: Secrets of the Universe. In seguito, il programma venne rinominato in Penn & Teller Tell a Lie (Vero o falso?) e venne trasmesso su Discovery. 
La registrazione del primo episodio ha avuto inizio il 1 giugno 2011.

## Recensioni
Le recensioni sono state per lo più positive, anche se molti recensori ritenevano il programma molto simile al MythBusters. Matt Blum di Wired Magazine ha affermato: «Scettici, rallegratevi! MythBusters non è più l'unico spettacolo che mira a insegnare ai suoi spettatori le discussioni continue tra percezione della realtà e sul decidere cosa credere davvero. [...] È un ottimo programma, che ai tifosi di MythBusters piacerà, mentre ai tifosi del non-MythBusters (sicuramente ce n'è qualcuno che legge questo blog) dovrebbero provare.»

## Episodi
| N° | Titolo                                         | Titolo originale                                         | Prima TV USA    | Prima TV ITA   |
| -- | ---------------------------------------------- | -------------------------------------------------------- | --------------- | -------------- |
| 1  | I capelli possono sollevare un cavallo?        | Head of Hair Can Lift a Mustang                          | 5 ottobre 2011  | 9 marzo 2012   |
| 2  | Incendio di foresta contro reattore            | You Can Blow Out a Forest Fire                           | 12 ottobre 2011 | 16 marzo 2012  |
| 3  | I piranha non uccidono                         | Piranha Will Not Kill You                                | 19 ottobre 2011 | 23 marzo 2012  |
| 4  | L'acqua ossigenata è un combustibile per razzi | You Can Fly Using Hair Bleach for Fuel                   | 26 ottobre 2011 | 30 marzo 2012  |
| 5  | Monster truck contro Velcro                    | Hook and Loop Fabric is Stronger than Two Monster Trucks | 2 novembre 2011 | 6 aprile 2012  |
| 6  | Come aprire una cassaforte con l'azoto liquido | You Can Crack a Safe with Liquid Nitrogen                | 9 novembre 2011 | 13 aprile 2012 |